# 舒梅伊基夫
51°7′35″N 32°51′45″E / 51.12639°N 32.86250°E
舒梅伊基夫（烏克蘭語：Шумейків），是烏克蘭北部的村莊，隸屬切爾尼希夫州的尼任區。該村始建於1933年，面積0.45平方公里，海拔高度149米，2014年人口9，人口密度每平方公里320人。